# Třebíč
Třebíč (en alemany Trebitsch) és una població de la República Txeca i de la regió de Vysočina. El barri jueu la basílica de Sant Procopi de Třebíč són llocs declarats Patrimoni de la Humanitat per la UNESCO des de l'any 2003.

## Ciutats agermanades
- Humenné, Eslovàquia